# Ołeh Carkow
Ołeh Serhijowicz Carkow (ukr. Олег Сергійович Царьков; ur. 22 marca 1988 r.) – ukraiński strzelec specjalizujący się w strzelaniu z karabinu, mistrz Europy, uczestnik Letnich Igrzysk Olimpijskich 2016 i 2020.

## Igrzyska olimpijskie
Na igrzyskach olimpijskich w Rio de Janeiro zajął ósme miejsce w finale karabinu pneumatycznego, uzyskując wynik 79,7 punktu. W konkurencjach karabinu małokalibrowego nie awansował do finałów, zajmując dziesiąte miejsce w trzech pozycjach oraz dwunaste – w pozycji leżącej.
| Igrzyska | Miejscowość    | Konkurencja                                 | Kwalifikacje | Kwalifikacje | Finał                  | Finał                  |
| Igrzyska | Miejscowość    | Konkurencja                                 | Wynik        | Pozycja      | Wynik                  | Pozycja                |
| -------- | -------------- | ------------------------------------------- | ------------ | ------------ | ---------------------- | ---------------------- |
| IO 2016  | Rio de Janeiro | Karabin pneumatyczny, 10 m                  | 626,2        | 5. Q         | 79,7                   | 8.                     |
| IO 2016  | Rio de Janeiro | Karabin małokalibrowy, trzy pozycje, 50 m   | 1173         | 10.          | Nie zakwalifikował się | Nie zakwalifikował się |
| IO 2016  | Rio de Janeiro | Karabin małokalibrowy, pozycja leżąca, 50 m | 623,1        | 12.          | Nie zakwalifikował się | Nie zakwalifikował się |
| IO 2020  | Tokio          | Karabin pneumatyczny, 10 m                  | 621,0        | 40.          | Nie zakwalifikował się | Nie zakwalifikował się |
| IO 2020  | Tokio          | Karabin małokalibrowy, trzy pozycje, 50 m   | 1166         | 22.          | Nie zakwalifikował się | Nie zakwalifikował się |